# Кориліс діадемовий
Кори́ліс діадемовий (Loriculus stigmatus) — вид папугоподібних птахів родини Psittaculidae. Ендемік Індонезії.

## Опис
Довжина птаха становить 15 см. Забарвлення переважно зелене, спина має золотистий відтінок. Верхня частина голови, надхвістя і верхні покривні пера хвоста червоні. На горлі червона пляма, на крилах червоні смужки. У самиць пляма на голові відсутня.

## Підвиди
Виділяють три підвиди:
- L. s. stigmatus (Müller, S, 1843) — Сулавесі;
- L. s. croconotus Jany, 1955 — острови Бутон і Муна;
- L. s. quadricolor Walden, 1872 — острови Тоґіан[en].

## Поширення і екологія
Діадемові кориліси мешкають на Сулавесі та на сусідніх островах. Вони живуть в тропічних лісах, чагарникових заростях, в садах і на плантаціях. Зустрічаються на висоті до 1000 м над рівнем моря. Гніздяться в дуплах дерев. В кладці 3 яйця. Інкубаційний період триває 20 днів. Пташенята покидають гніздо на 33 день після вилуплення.